# Poiseul-la-Grange
Poiseul-la-Grange é uma comuna francesa na região administrativa da Borgonha-Franco-Condado, no departamento de Côte-d'Or. Estende-se por uma área de 26,67 km². Em 2010 a comuna tinha 60 habitantes (densidade: 2,2 hab./km²).